# 農奇亞
農奇亞是哥倫比亞的城鎮，位於該國東部，由卡薩納雷省負責管轄，距離首都波哥大429公里，始建於1655年，面積2,172平方公里，海拔高度550米，2005年人口7,909。
5°38′N 72°12′W / 5.633°N 72.200°W